# Раздорский, Григорий Иванович
Григорий Иванович Раздорский (25 июня 1923, Всесвятское, Екатеринославская губерния — 7 января 1977, Ростов-на-Дону) — учёный-экономист, доктор экономических наук, профессор; ректор Ростовского института народного хозяйства (1971—1977). Заслуженный деятель науки РСФСР.

## Биография

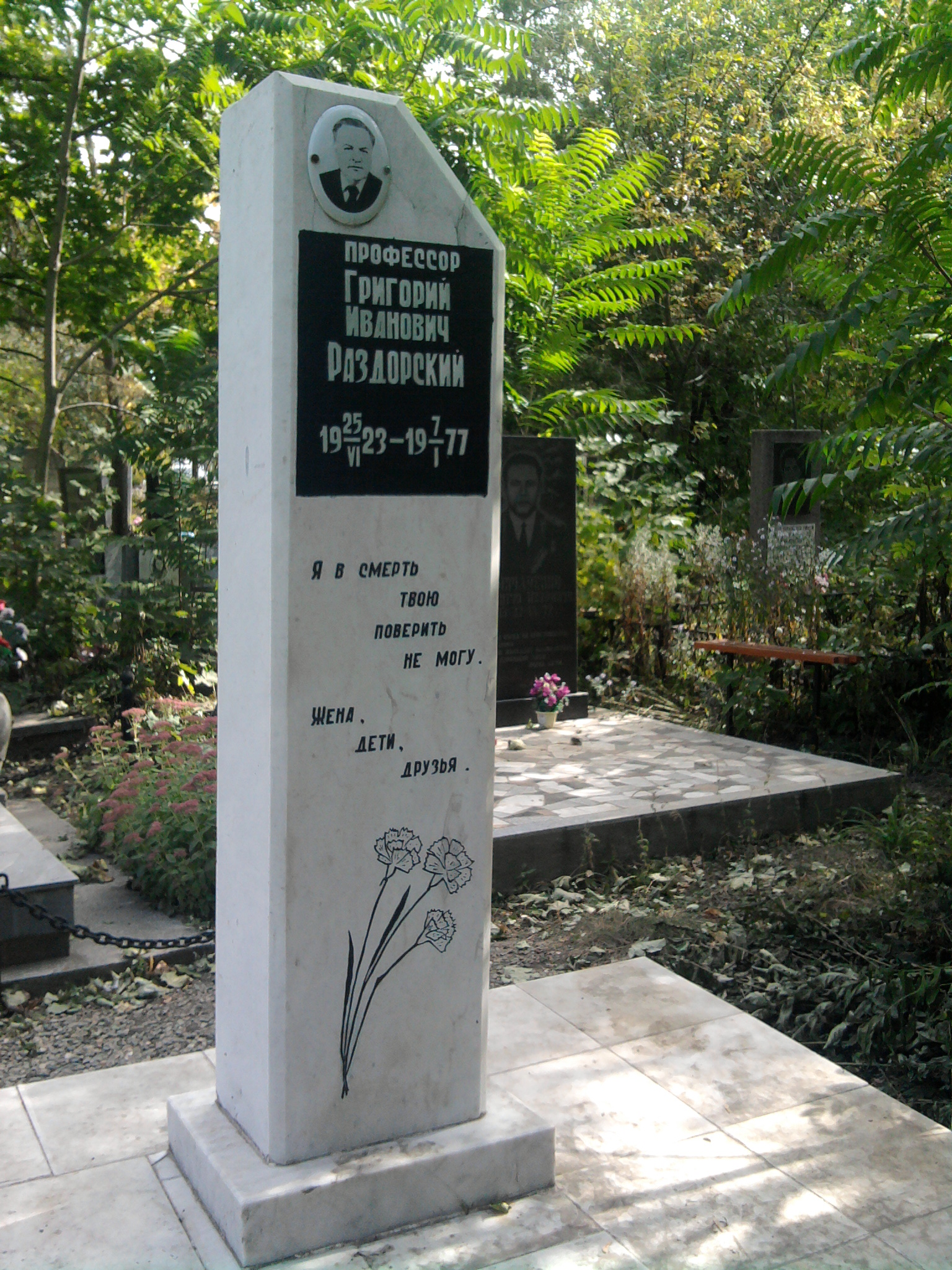
Надгробный памятник на могиле профессора Григория Ивановича Раздорского на Северном кладбище Ростова-на-Дону.

Родился 25 июня 1923 года в селе Всесвятское Межевского района Днепропетровской области в казацкой семье.
27 июля 1941 года, в начале Великой Отечественной войны, был призван в РККА. Окончил танковое училище и ушёл на фронт. Воевал в должности командира танкового взвода. В танковом бою получил тяжёлое ранение: лишился обеих рук, повредил ногу. Провёл два года в госпиталях, перенёс несколько операций. Находясь в госпитале, поступил в Московский финансовый институт.
После окончания с отличием института учился в аспирантуре; в 1952 году защитил кандидатскую диссертацию по экономике. Работал доцентом, потом деканом факультета международных финансовых отношений Московского финансового института. Женился. Позднее устроился работать в Ростовский финансово-экономический институт (ныне Ростовский государственный экономический университет).
В финансово-экономическом институте Г. И. Раздорский защитил докторскую диссертацию, работал заведующим кафедрой политэкономии. C 23 февраля 1968 года по 14 декабря 1970 года был заместителем директора по науке. В 1971 году избран на должность ректора ВУЗа. Работал ректором Ростовского государственного экономического университета с 1971 по 1977 год. В годы его руководства институтом почти вдвое была увеличена его площадь.
Профессор Г. И. Раздорский подготовил 33 кандидата наук, опубликовал около тридцати научных работ. Является автором монографий: «Товарный характер социалистического производства» (1967), «Товарное производство и деньги при капитализме» (1962), статьи «Товарно-денежные отношения при социализме» (1972) и др.
В 1973 году ему было присвоено звание Заслуженного деятеля науки РСФСР.
Умер 7 января 1977 года, похоронен на Северном кладбище Ростова-на-Дону.

## Награды и почётные звания
- Орден Красной Звезды (03.12.1942)
- Орден Отечественной войны II степени (21.02.1945)[3]
- Медаль «За победу над Германией в Великой Отечественной войне 1941—1945 гг.» (11.10.1945)
- Заслуженный деятель науки РСФСР (1973)